# Pearson (série de televisão)
Pearson é uma série de televisão dramática norte-americana criada por Aaron Korsh e Daniel Arkin que estreou na USA Network. É um spin-off do show Suits e é estrelado por Gina Torres reprisando seu papel de Jessica Pearson. Sua primeira temporada estreou em 17 de julho de 2019 junto com a última temporada de Suits.
Em 1 de novembro de 2019, a USA Network cancelou a série após apenas uma temporada.
O Prime Video lançou Pearson, no Brasil, em 1 de outubro de 2022. A série rapidamente conquistou uma audiência muito boa e, no ranking top 10 da plataforma, cravou o segundo lugar, menos vista apenas do que Os Anéis do Poder. 

## Premissa
"Pearson" segue a poderosa advogada Jessica Pearson, quando ela entra no mundo sujo da política de Chicago.

## Elenco e personagens

### Principal
- Gina Torres como Jessica Pearson
- Bethany Joy Lenz como Keri Allen
- Morgan Spector como Bobby Golec
- Chantel Riley como Angela Cook
- Isabel Arraiza como Yoli Castillo
- Eli Goree como Derrick Mayes
- Simon Kassianides como Nick D'Amato

### Recorrente
- D.B. Woodside como Jeff Malone
- Wayne Duvall como Pat McGann
- Betsy Brandt como Stephanie Novak[4]

### Convidados especiais
- Gabriel Macht como Harvey Specter
- Rick Hoffman como Louis Litt

## Episódios
| Temporada | Temporada | Episódios | Episódios | Originalmente exibido | Originalmente exibido  |
| Temporada | Temporada | Episódios | Episódios | Estreia da temporada  | Final da temporada     |
| --------- | --------- | --------- | --------- | --------------------- | ---------------------- |
|           | Piloto    | Piloto    | Piloto    | 25 de abril de 2018   | 25 de abril de 2018    |
|           | 1         | 10        | 10        | 17 de julho de 2019   | 18 de setembro de 2019 |

### Episódio Piloto (2018)
Para o piloto, "Nº na série" e "Nº na temporada" referem-se ao lugar do episódio na ordem dos episódios da série original, Suits.
| N.º na série | N.º na temp. | Título             | Dirigido por     | Escrito por                | Exibição original   | Audiência U.S. (milhões) |
| --- | ------------ | ------------------ | ---------------- | -------------------------- | ------------------- | ------------------------ |
| 108 | 16           | "Good-Bye" "Adeus" | Anton L. Cropper | Aaron Korsh & Daniel Arkin | 25 de abril de 2018 | 1.07                     |
| Harvey é forçado a ajudar Jessica em Chicago, deixando Louis e Mike para lidar com um processo movido por ex-parceiros da PSL e liderado por Stanley Gordon. Em um movimento ousado, Zane concorda em se juntar a Specter Litt como um parceiro conhecido e trazer um número suficiente de seus sócios seniores para ter uma maioria em qualquer votação. Gordon então decide abandonar seu traje. Jessica resolve seus problemas em Chicago concordando em trabalhar para o prefeito. Harvey retorna a Nova York a tempo para o casamento de Mike e Rachel. Rachel descobre que a oferta para dirigir uma empresa jurídica voltada para vítimas em Seattle é real. Mike dá a Harvey a notícia de que ele e Rachel estão se mudando para Seattle. |              |                    |                  |                            |                     |                          |

### Temporada 1 (2019)
| N.º na série | N.º na temp. | Título                     | Dirigido por                 | Escrito por                  | Exibição original      | Audiência EUA (milhões) |
| --- | ------------ | -------------------------- | ---------------------------- | ---------------------------- | ---------------------- | ----------------------- |
| 1 | 1            | "The Alderman"             | Kevin Bray                   | Daniel Arkin                 | 17 de julho de 2019    | 0.57                    |
| Jessica Pearson faz ondas em seu primeiro dia como consertadora do lado direito do prefeito de Chicago. Pat está irritado com a nova posição de Jessica, mas Bobby vê isso como manter seus inimigos próximos. No entanto, ele conseguiu um pouco mais do que podia lidar com Jessica, que sai do livro ao lidar com uma greve de fome, um fabricante de ônibus e um dos aliados mais próximos de Bobby no conselho da cidade. No processo, ela também irrita Keri, que não gosta de Jessica tratando-a como uma humilde associada. |              |                            |                              |                              |                        |                         |
| 2 | 2            | "The Superintendant"       | Silver Tree                  | Jameal Turner                | 24 de julho de 2019    | 0.56                    |
| Lillian faz uma visita a Jessica em seu apartamento e reconhece seu vizinho morto nas fotos da cena do crime. A prima de Jessica, Angela, ainda não é legal com ela. Derrick e o prefeito Bobby Golec estão tendo problemas para responder a perguntas da imprensa. Nick resgata Jessica de um enxame de repórteres. Seguindo as ordens de Pat McGann, ele segue Jessica e dirige em direção à casa de sua família. Ao investigar ela, Jessica também quer que Nick seja seu motorista. O secretário de imprensa está tentando impedir que o tweet se torne viral. Derrick quer que Yoli apague seu tweet porque ela trabalha para a prefeitura. Quando Yoli se opõe a ele e decide não, Derrick a demite. Enquanto discutia com sua prima, Jessica não percebe que alguém está tirando fotos dela. |              |                            |                              |                              |                        |                         |
| 3 | 3            | "The Union Leader"         | Stefan Schwartz              | Sonay Hoffman                | 31 de julho de 2019    | 0.47                    |
| O post do Alderman está em disputa e Pat recomenda Betsy Sullivan. Isso não fica bem com Jessica depois que ela percebe que Sullivan não é a pessoa certa para fazer o trabalho. Enquanto isso, as coisas não são muito boas para Keri depois que ela percebe que seu caso com Bobby está apenas empurrando-a para baixo na vida, já que Novak não contribui muito para o relacionamento. Nick tem dificuldade em se adaptar a Jessica como seu novo piloto, mas aprende rapidamente suas formas de trabalhar. Em uma tentativa de obter uma extensão do loteamento público, Jessica é forçada a chantagear o homem encarregado de demolir a habitação pública e que vê seu colapso depois que ela é forçada a fazer a tarefa para salvar a família de sua prima tornando-se sem-teto. |              |                            |                              |                              |                        |                         |
| 4 | 4            | "The Deputy Mayor"         | Alexis Ostrander             | Chris Downey                 | 7 de agosto de 2019    | 0.55                    |
| Com Bobby tirando um tempo de folga para cuidar de sua esposa doente, Stephanie, Jessica se concentra em investigar o assassinato de Karl Jefferies, apenas para perceber que Jefferies era apenas o começo de segredos mais sombrios. Ela percebe que Jefferies era um homem com conexões obscuras e, com alguma ajuda de Keri, Nick, conhece o assassino dele nas mãos dos traficantes. |              |                            |                              |                              |                        |                         |
| 5 | 5            | "The Former City Attorney" | Salli Richardson-Whitfield   | Lauren Herstik               | 14 de agosto de 2019   | 0.47                    |
| O ex-procurador está tentando processar Chicago, Keri é a razão pela qual ele foi demitido depois que ela descobriu que ele estava enganando as pessoas fora das responsabilidades - às vezes crianças. Pat diz a Bobby que ele fez um acordo com seu pai para se livrar do chefe da União. Jessica se oferece para fazer um depoimento experimental com Keri, mas Jessica é muito quente para lidar, e Keri sai. Uma bêbada Keri diz a Jessica mais tarde naquela noite que teme que o júri acredite que ela se tornou advogada dormindo com o homem que se tornou prefeito - e confessa que ainda está dormindo com Bobby agora. Os flashbacks revelam que depois de dormir com Keri, ele apresentou a queixa contra o ex-procurador da cidade. Jessica liga para Harvey e pede ajuda. Harvey consegue encontrar uma posição em Nova York para o ex-advogado, onde ele pode construir uma nova reputação, impedindo-o de colocar uma ação contra Chicago. |              |                            |                              |                              |                        |                         |
| 6 | 6            | "The Donor"                | Mark Polish                  | Sylvia L. Jones              | 21 de agosto de 2019   | 0.53                    |
| Jessica e Bobby descartam o financiamento da campanha de Pat em busca de um patrocinador mais limpo. Nos bastidores, Jessica gosta da companhia de Jeff, mas se preocupa com sua prima Angela e o inevitável despejo de sua família. Enquanto isso, Derrick consola Yoli, que se preocupa com o destino de sua mãe. McGann prefere manter seus investidores felizes, então ele desconsidera o acordo que fez com Jessica e tem sua equipe preparada para a demolição. Com isso, os cozinheiros agora estão desabrigados. O bom coração de Jeff o fez decidir falar com Angela e tê-los temporariamente no apartamento. |              |                            |                              |                              |                        |                         |
| 7 | 7            | "The Immigration Lawyer"   | Kevin Bray & Emile Levisetti | Jameal Turner & Chris Downey | 28 de agosto de 2019   | 0.44                    |
| Segredos sombrios estão quase ao alcance de Jessica. Na fita que foi entregue a Bobby, você pode ouvir Nick admitir que Tommy está morto. Nick confronta Pat. Bobby tenta mostrar quem é o chefe, fazendo uma conferência de imprensa sobre o novo acordo da Icarus, que criará mais empregos. Jessica espreita em segundo plano, sabendo que há um segredo maior entre Pat, Nick e Bobby, um segredo que nem Keri conhece. Fica desesperado quando ele perde seu investimento com o bilionário Albert Chan. Jessica quer que Frank Cramer assuma o projeto Icarus para compensar o que ela fez com ele e, em troca, ela quer saber sobre o desaparecimento de Tommy. Derrick fala com Jessica sobre Frank Cramer e pede que ela abandone o acordo porque Bobby se comprometeu a dar uma certa porcentagem de contratos às empresas negras - uma promessa que não foi cumprida. Nick tem medo do vazamento da fita, então ele confronta Pat e eles brigam, deixando Bobby sem opção de suspender Nick sem pagamento. Pat, agora confiante de que os dois ficaram abalados, visita Bobby e ameaça usar a fita. Pat quer o projeto Icarus e exige que Bobby vá a Seattle para fazer o acordo. Isso significa que Bobby não pode se divertir em LA com Keri. Yoli lida com sua situação pessoal. Depois de se sentar com um advogado de imigração para ajudar sua mãe, ela percebe que foi enganada. Derrick diz a ela para ir até Jessica, ou ele irá. |              |                            |                              |                              |                        |                         |
| 8 | 8            | "The Political Wife"       | Kevin Bray & Emile Levisetti | Jameal Turner & Chris Downey | 4 de setembro de 2019  | 0.51                    |
| Depois que Stephanie descobre que Keri está viajando para a Cúpula de Prefeitos Americanos, ela fica com raiva e está determinada a fazer o discurso no lugar de Bobby. Na cúpula, a tensão é insuportável. Stephanie interrompe enquanto pede ajuda com o discurso e revela que sabia sobre o caso do marido o tempo todo. Angela luta com o turno da noite e ajuda os vizinhos com comida. Ela liga para Jessica, que infelizmente está ocupada demais para ajudar, e isso desencadeia uma reação emocional de Angela, que decide que vai sair do apartamento de Jessica. Yoli finalmente conta a Jessica sobre sua mãe, que está sendo detida com o ICE. Jessica quer colocar calor da mídia no juiz, mas Derrick se recusa. Keri confronta Stephanie. Jessica retorna ao seu apartamento para ver que todo mundo se foi. |              |                            |                              |                              |                        |                         |
| 9 | 9            | "The Rival"                | Mark Tonderai                | Chris Downey                 | 11 de setembro de 2019 | 0.54                    |
| Bobby volta para casa exausto quando sua esposa admite saber de seu caso com Keri. Com os sem-teto acampando fora da prefeitura, Angela não quer que Jessica venha para o resgate. Com Nick desaparecido, Derrick argumenta que Pat McGann é responsável pelo protesto. Depois de se encontrar com a avó, Jessica se pergunta o que ela pode fazer para mudar a mente de Angela. Enquanto Keri pensa em mudar para outro emprego, Yoli traz cartões de visita como presente para assumir o caso de sua mãe. Com a manifestação acontecendo fora da prefeitura, Jessica e Bobby discutem como parar essa tempestade de fogo. Jessica tem que encontrar uma solução rapidamente ou Bobby terá que usar a força. Jessica fica surpresa quando Keri se oferece para ajudar no acampamento dos sem-teto e reduzir o orçamento. Derrick tenta proteger o prefeito com a imprensa perseguindo-o sobre Ickaris. Jessica discute com Angela sobre assinar os papéis e encerrar os protestos. No noticiário, Jessica e o prefeito observam Salazar defender os sem-teto. Agora que Angela não é mais a líder, Jessica oferece a Salazar um assento no conselho, se ele se retirar. |              |                            |                              |                              |                        |                         |
| 10 | 10           | "The Fixer"                | Kevin Bray                   | Daniel Arkin                 | 18 de setembro de 2019 | 0.49                    |
| Keri quer a ajuda de Jessica com Nick. Jessica está dividida entre sua vida pessoal e profissional, enquanto Angela continua seu protesto. Derrick quer mais depois do beijo que compartilhou com Yoli. Bobby continua tentando se apegar à sua autoridade - ele discursa sobre o projeto Icarus e deixa Pat de fora. Jessica oferece a Angela o assento de vereador. Keri aceita uma nova oferta de emprego. Jessica volta para casa e descobre que o FBI os está monitorando. Derrick tem uma briga com Bobby sobre a promessa temporária de moradia. Stephanie serve documentos de divórcio de Bobby, mas o deixa com uma escolha a fazer. Jessica conhece Bobby enquanto o FBI vai ao apartamento de Keri. |              |                            |                              |                              |                        |                         |

## Produção

### Desenvolvimento
Em 22 de fevereiro de 2017, foi anunciado que a USA Network estava desenvolvendo uma série spin-off de seu show, Suits, para estrelar Gina Torres como sua personagem Jessica Pearson.  O spin-off foi falado por cerca de um ano e meio antes do anúncio.  Reuniões e negociações estavam supostamente nas etapas preliminares sem acordos com elenco e membros da equipe ainda em vigor.  Espera-se que a série seja escrita pelo criador de Suits e showrunner Aaron Korsh, que também deverá ser executivo e apresentador da nova série em potencial.  As empresas de produção envolvidas com a série potencial deveriam incluir a Universal Cable Productions.   Em 1 de março de 2017, foi relatado que Gina Torres assinou um contrato para produzir a série, com base em uma ideia que ela apresentou à Universal Cable Productions, ao lado de Aaron Korsh. 
Em 16 de agosto de 2017, foi anunciado que o final da temporada sete de Suits serviria como um piloto para o spin-off.  Esperava-se que o episódio fosse escrito por Aaron Korsh e Daniel Arkin e dirigido por Anton Cropper.  Além disso, foi relatado que os produtores executivos da nova série incluiriam Korsh, Arkin, Torres, Doug Liman, David Bartis e Gene Klein.   Em 8 de março de 2018, foi relatado que a USA Network havia dado à produção uma ordem de série.   Em 14 de maio de 2018, Gina Torres anunciou na apresentação anual anual da NBCUniversal em Nova York que a série seria intitulada Second City.   Em 17 de janeiro de 2019, foi anunciado que a série havia sido renomeada para Pearson.   Em 01 de maio de 2019, foi relatado que a série está marcada para estrear em 17 de julho de 2019.

### Casting
Juntamente com o relatório de sua contratação como produtora, foi confirmado em março de 2017 que Gina Torres iria estrelar oficialmente a série em potencial. Em 10 de novembro de 2017, foi anunciado que Rebecca Rittenhouse e Morgan Spector haviam se juntado ao elenco principal da série.   Em 20 de setembro de 2018, foi relatado que o papel de Rittenhouse havia sido reformulado com Bethany Joy Lenz assumindo o papel.  Além disso, foi ainda anunciado que Chantel Riley reprisaria seu papel de convidado do piloto de backdoor em uma série de capacidade regular e que Isabel Arraiza e Eli Goree também foram escalados para os papéis principais.

### Filmagem
A fotografia principal da série começou em 20 de setembro de 2018, em Los Angeles, Califórnia.  As filmagens ocorreram em Chicago, Illinois, durante a semana de 15 de outubro de 2018, com locais como o Chicago Cultural Center, o Grant Park, a Prefeitura de Chicago, o Millennium Park e o The Loop.